# Paweł (biskup pomocniczy Kairu)
Paweł (ur. 2 lutego 1967) – duchowny Koptyjskiego Kościoła Ortodoksyjnego, od 2014 biskup sufragan Al-Muntaza.

## Życiorys
31 lipca 1992 złożył śluby zakonne w monasterze św. Mojżesza. Święcenia kapłańskie przyjął w 1999. Sakrę biskupią otrzymał 1 czerwca 2014.